# Gâmbia nos Jogos Olímpicos de Verão de 1984
A Gâmbia competiu nos Jogos Olímpicos pela primeira vez nos Jogos Olímpicos de Verão de 1984 em Los Angeles, Estados Unidos.

## Resultados por Evento

### Atletismo
400 m masculino
- Dawda Jallow
  - Eliminatórias — 48.36 (→ não avançou)

1.500 m masculino
- Paul Ceesay
  - Eliminatórias — 3:59.14 (→ não avançou)